# Philippa Roe
Philippa Marion Roe, baronessa Couttie (Londra, 25 settembre 1962 – 12 dicembre 2022) è stata una politica britannica.

## Biografia
Nata a Hampstead e formatasi all'Università di St Andrews, fu direttrice di Citigroup prima di entrare in politica nel 2006. Figlia di James Roe e dell'ex deputata conservatrice Marion Roe, aveva una sorella minore e un fratello minore. Dal 2012 al 2017 ricoprì la carica di presidente del consiglio comunale di Westminster.
Nel luglio 2015 annunciò la volontà di candidarsi per la carica di sindaco di Londra alle elezioni del maggio 2016. Tuttavia, non venne selezionata dai conservatori.
Il 5 settembre 2016 entrò a far parte della paria a vita con il titolo di baronessa Couttie, di Downe, nella contea del Kent. Couttie era il cognome di suo marito Stephen, con il quale si sposò nel settembre 2002 ed ebbe due gemelli, Angus e Genevieve, dati alla luce nell'agosto 2005.
Morì di cancro il 12 dicembre 2022, all'età di 60 anni. Diversi suoi ex colleghi del consiglio comunale le hanno reso omaggio.